# Andrei Michailowitsch Mosaljow
Andrei Michailowitsch Mosaljow (russisch Андрей Михайлович Мозалёв; englisch Andrei Mozalev; * 24. März 2003 in Sankt Petersburg) ist ein russischer Eiskunstläufer, der im Einzellauf startet. Er gewann bei den Olympischen Jugend-Winterspielen 2020 die Silbermedaille hinter Yuma Kagiyama. Im März 2020 wurde er Junioren-Weltmeister. In der Saison 2020/21 wurde er beim Rostelecom Cup 2020, seinem ersten Wettbewerb der ISU-Grand-Prix-Serie, Vierter.

## Ergebnisse

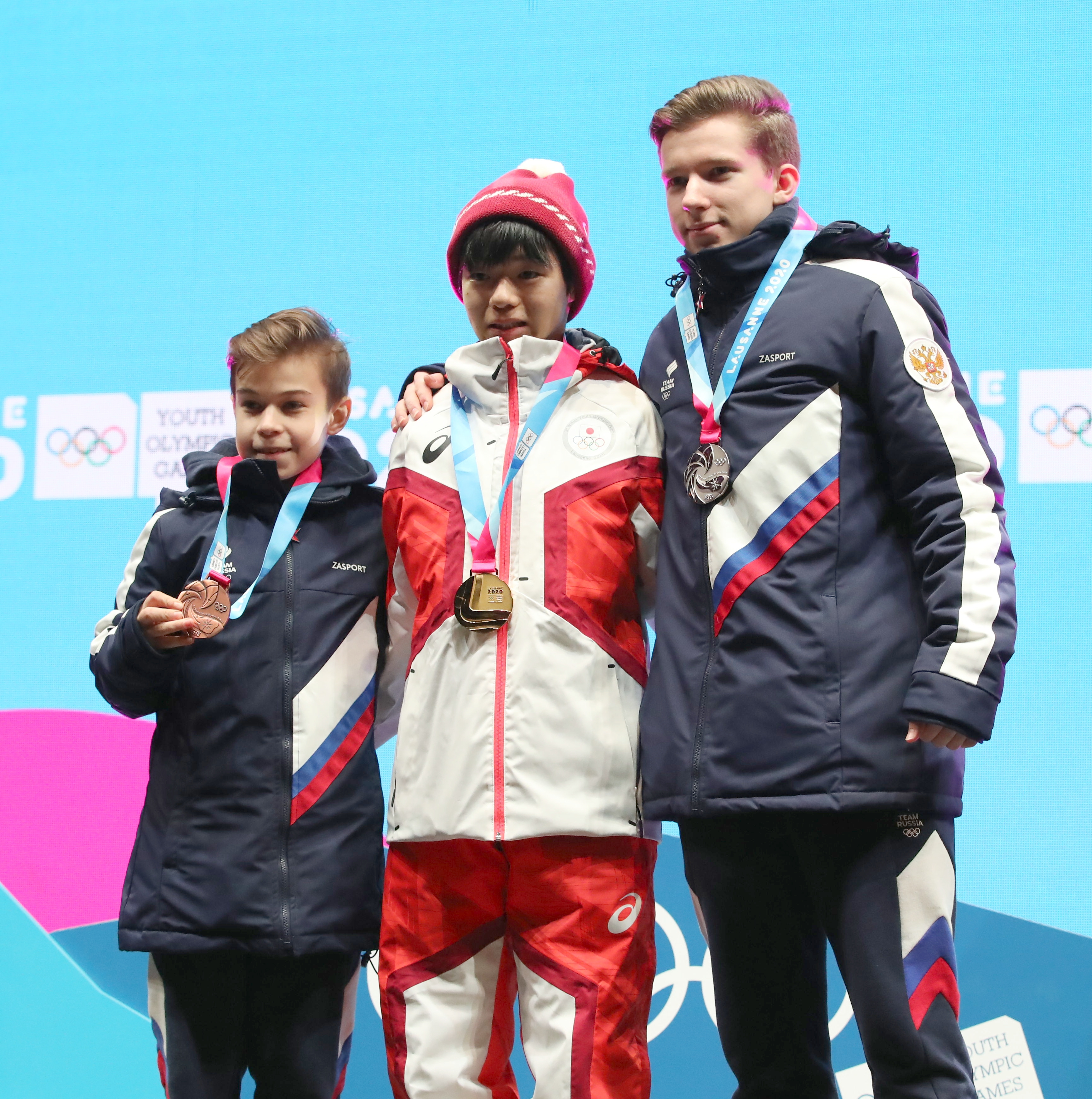
Mosaljow (rechts) bei den Olympischen Jugend-Winterspielen 2020

| Meisterschaft / Jahr           | 2020    | 2021    | 2022    |
| ------------------------------ | ------- | ------- | ------- |
| Olympische Winterspiele        |         |         | 19.     |
| Europameisterschaften          |         |         | 4.      |
| Russische Meisterschaften      | 5.      | 4.      | 3.      |
| Grand-Prix-Wettbewerb / Saison | 2019/20 | 2020/21 | 2021/22 |
| Rostelecom Cup                 |         | 4.      |         |
| Internationaux de France       |         |         | 7.      |
| Sonstiger Wettbewerb / Saison  | 2019/20 | 2020/21 | 2021/22 |
| Golden Spin of Zagreb          |         |         | 2.      |

Bei den Junioren:
| Meisterschaft / Jahr                  | 2018    | 2019    | 2020    |
| ------------------------------------- | ------- | ------- | ------- |
| Olympische Jugendspiele               |         |         | 2.      |
| Weltmeisterschaften                   |         |         | 1.      |
| Russische Meisterschaften             | 17.     | 11.     | 3.      |
| Junior Grand-Prix-Wettbewerb / Saison | 2017/18 | 2018/19 | 2019/20 |
| Junior Grand-Prix-Finale              |         |         | 2.      |
| JGP Czech Skate                       |         | 1.      |         |
| JGP Armenian Cup                      |         | 6.      |         |
| JGP Riga Cup                          |         |         | 1.      |
| JGP Croatia Cup                       |         |         | 1.      |